# Drie meisjes en een cafetaria
Drie meisjes en een cafetaria (1952) is een meisjesboek uit de Wanda Moens-serie van Sylvia Sillevis, een pseudoniem van Willem van den Hout, beter bekend onder de naam Willy van der Heide van de Bob Evers-serie. Het avontuur speelt zich af in een Smultaria geheten soort eetcafé dat de meiden enkele dagen bestieren, tijdens enkele warme julidagen in Scheveningen.

## Personages
- Wanda Palmira Sibylla Marguerite Moens, 21 jaar, enig kind van een in een Japans kamp te Java overleden Deliplanter die zijn gezin een fortuin van zevenhonderdduizend gulden naliet
- Thea Mondriaan, 20 jaar, jongste van zeven kindere; heeft vier broers waarvan de jongste net als zijzelf nog thuis woont
- Pop Pluvier, bijna 20 jaar, dochter van een armlastige caféviolist, balletfiguur, bezit naast schildpad Jonathan ook nog een boxer

- Dick Hennemans, uitbater van de Smultaria.
- Hennemans' personeel: een serveuse, een kok, een jongen in de bediening en een 12-jarige bordenwasser.
- Marcella Arduin, aan wie Hennemans nog schuld heeft
- Charles, een jonge bezoeker
- C. A. van Woudrichem, overnachtend gast
- Reinier van der Mandere, oud-klasgenoot van Thea
- Howard Birkenfoote, een Engelsman

## Inhoud
Hoofdstuk 1. Om de zinnen te verzetten, besluiten de drie vriendinnen van Wanda's kamer te verkassen naar de Smultaria aan de Keizerstraat 522 te Scheveningen en cola te gaan drinken.

Hoofdstuk 2. Uitbater Dick Hennemans moet plotseling voor een of twee weken naar Parijs en vraagt de drie meiden, die hij goed kent, zo lang zijn zaak draaiende te houden. De winst die ze maken, mogen ze houden.

Hoofdstuk 3. Aanvankelijk doen de meiden van alles fout en verloopt de samenwerking met het personeel, een serveuse, een kok en nog een jongen in de bediening, nogal stroef. Ook laten ze zich imponeren door drie bijdehante jongens aan de bar en afleiden door een lastig gezin aan een tafeltje. Nadat Pop het gezin er kordaat uit heeft gezet, is het ijs evenwel gebroken.

Hoofdstuk 4. Dick regelt enkele formaliteiten met Wanda, die als bedrijfsleidster op zal treden. Als hij vertrekt om naar Parijs te gan, geeft pop hem per abuis niet zijn eigen grijze regenjas mee, die aan de kapstok blijft hangen, maar die van een Britse bezoeker, die zich pas aan het slot voorstelt als Howard Birkenfoote. Omdat ook diens paspoort in de jas zit, wordt getracht per telefoon de Spoorwegen Dick te laten verwittigen.

Hoofdstuk 5. Een dikke dronken gast, die later Van Woudrichem blijkt te heten, huilt om zijn teddybeer. De Engelsman gaat er op een soort kermistent eentje voor hem winnen en komt terug met eveneens een pluchen hond voor Pop. Marcella, de verloofde van Hennemans, komt aan en loopt boos weer weg als ze verneemt dat hij plotseling in Parijs zit.

Hoofdstuk 6. De Smultaria doet ook aan kamerverhuur; de dikke blijft boven slapen, evenals Charles, aanvankelijk een van de drie balorige knapen die zich evenwel als uiterst hulpvaardig heeft ontpopt. Thea en Wanda delen samen een kamer, Wanda overdenkt de situatie en is niet helemaal gerust op Hennemans' overhaaste vertrek.

Hoofdstuk 7. Wanda en Thea lichten Wanda's moeder in over hun plotse betrekking. Ma vindt het maar beneden hun status.

Hoofdstuk 8. Een uur later keren ze terug en zien licht branden op Hennemans' kamer. Het blijkt dat Marcella, die een sleutel heeft, met haar broer Hans rondsnuffelt. Wanda sommeert het stel, dat niet wil zeggen waarnaar ze zoeken, te vertrekken.

Hoofdstuk 9. De volgende ochtend zinnen de drie op initiatieven om meer klandizie te krijgen, zoals een avondje 'Swingtaria' waarop de nieuwste grammofoonplaten gedraaid zouden worden, liefst een avond afgestaan door de plaatselijke muziekhandelaar. Om acht uur openen ze voor het eerst zelf, maar ze krijgen van vroege vaste klanten te horen dat Hennemans meestal tussen 10 en 11 opent. Wanda is geheel onwetend dat er een bordenwasser in dienst is en merkt dit pas als de jongen van een jaar of twaalf verschijnt.

Hoofdstuk 10. Thea opent de aan de post en per abuis ook een enveloppe voor een gast, C.A. van Woudrichem. De inhoud bestaat uit een geheimzinnig briefje over een afspraak bij Het Witte Kasteel, een restaurant met bar en dancing in de duinen bij Scheveningen. Thea besluit een nieuwe enveloppe te tikken en stopt het briefje zo lang in haar schort.

Hoofdstuk 11. Van Woudrichem blijkt de dronkaard van de teddybeer te zijn. Wanneer hij naar de post informeert, meldt Thea dat die mogelijk nog 's middags komt. Een vrouw is verontwaardigd: het blijkt dat de bordjes 'Dames' naar precies hetzelfde toilet leiden als die met 'Heren', alleen via een andere route. De bordjes zijn een initiatief van Pop, die het maar lam vond dat er slechts één toilet aanwezig is. De Engelsman laat bloemen bezorgen voor 'Pop & Friends'. Wanneer de verteller Van Woudrichem volgt die vanuit een telefooncel een geheimzinnig gesprek voert betreffende de verwachte brief, is dat de enige scène waarin geen der drie meisjes een rol speelt.

Hoofdstuk 12. Tegen twee uur brengt de PTT een aangetekende brief: Hennemans heeft alvast het paspoort gestuurd en zendt de jas na. Wanda constateert dat het poststempel uit Hansweert (Zeeland) komt, nogal uit de route voor iemand die zegt naar Parijs te zijn vertrokken. Thea neemt Charles in vertrouwen omtrent de brief. Ze kopen eerst wat enveloppen en vervolgens tikt Charles in een winkel voor schrijfmachines het adres op een enveloppe. De nieuwe enveloppe moet echter ook gestempeld worden en dat betekent dat hij op de bus moet en dus pas de volgende dag aankomt, overigens nog op tijd voor de afspraak in Het Witte Kasteel. De licht ontvlambare Thea vat een verliefdheid op voor Charles. Er blijkt elk uur een zending bloemen voor 'Pop & Friends' te komen. Marcella zit de hele dag op het terras de boel te observeren.

Hoofdstuk 13. De volgende ochtend zit Marcella er weer als eerste.Van Woudrichem is erg blij dat zijn brief alsnog is aangekomen. Wanda's idee om de kwaliteit van de koffie te verhogen door die wat sterker te zetten, ontgaat de stamgasten niet. De Brit komt binnen en heeft onverwacht een opvallende vrouw aan zijn zijde, zodat de drie meiden niet meer weten wat ze ervan moeten denken. Bovendien wordt de bloemenzee wat omvangrijk, zodat ze besluiten nieuwe zendingen door te sturen naar onder meer de Sovjet-ambassade en de Belastingdienst. Wanda rekent pop voor dat de drie per persoon ongeveer een tientje de dag zullen overhouden.

Hoofdstuk 14. Om tien voor elf 's avonds ligt Thea Het Witte Kasteel te observeren. Tegen elfen arriveert de Austin van Van Woudrichem, die conform de instructies in de brief zijn auto in de uiterste hoek van het terrein zet en zelf het Kasteel binnengaat. Enkele meters verderop staat een Chevrolet waarin Thea beweging meent waar te nemen. Een blondine in een Skoda parkeert naast de Austin, gooit iets naar binnen en verrekt weer. De zending wordt eruit gehaald door de jongeman in de Chevrolet, die daarna kalm wegrijdt. Thea heeft hem als Charles herkend. Van Woudrichem komt naar buiten, zoekt even rond als hij niets in zijn auto aantreft, maar rijdt ten slotte weg. Daarop keert ook Thea terug naar de Smultaria.

Hoofdstuk 15. De volgende ochtend vertrekt Wanda naar Hansweert, een plaatsje klein genoeg om kans te hebben Hennemans' spoor te traceren. Dit lukt en Hennemans doet haar uit de doeken wat zijn moeilijkheden zijn. Hij had een manier gevonden om geld te verdienen door Franse toeristen te helpen de deviezenvergunning te ontlopen, door ze via een reisbureau in Frankrijk francs plus 15% te laten storten, waar ze hier guldens voor kregen. Vijf procent is voor Hennemans. Probleem is echter dat er geen route terug is, omdat Hennemans niemand bij een Nederlands reisbureau kent. Hierdoor raakte hij door zijn guldens heen en leende 5000 van Marcella. Nu zou een schipper de francs over de Schelde naar Nederland smokkelen, maar die is spoorloos verdwenen en moet de boel achterover hebben gedrukt. Hierop stelt de welgestelde Wanda Hennemans een lening voor van 5000 gulden waarmee hij van Marcella afkomt, terug te betalen in jaarlijkse termijnen van 1000 plus 5%.

Hoofdstuk 16. De volgende dag brengt de postbode de regenjas van de Engelsman, zodat nu ook Pop en Thea erachter komen dat Hennemans in Hansweert is. Wanneer Marcella dit hoort verlaat zij de Smultaria direct. Thea vraagt aan Charles naar het gebeuren bij het Kasteel, maar die liegt dat Van Woudrichem niets ontvangen heeft, waarna Thea hem ronduit zegt dat zij alles gezien heeft. Daarop vertelt Charles dat de zending bestond uit twee Leica-filmrolletjes met daarop de fotokopieën voor een nog niet afgehandelde patentaanvrage. Dus wie de tekeningen van de machines heeft, kan er zelf patent op aanvragen. In de voormiddag beseft Thea dat er die dag nog geen bloemen zijn bezorgd. Even later komen de grammofoonplaten van de platenboer in bruikleen voor het Swingtaria-festijn van die avond. Thea bestudeert met een loep de inhoud van de filmrolletjes, ontcijfert de naam van het octrooibureau en belt op. Directeur Drijvers komt terstond naar de Smultaria en identificeert de vrouw in de Skoda als zijn eigen secretaresse.

Hoofdstuk 17. Het Swingtaria-initiatief wordt grondig om zeep geholpen door een oud-klassegenoot van Thea, Reinier van der Mandere, die van zijn overleden vader, een notaris, een flinke erfenis heeft overgehouden. Als hij hoort dat de eerste consumptie voor iedereen gratis is, haalt hij de stunt uit met de auto voortdurend nieuwe mensen aan te voeren, net zo lang tot de zaak helemaal vol zit met lieden die buiten de gratis consumptie niks verteren. juist als de zaak weer helemaal leeg is, arriveren Wanda en Hennemans.

Hoofdstuk 18. Om elf uur die avond staat Hennemans weer zelf achter de bar. Tegen middernacht komen Wanda, Thea en Pop naar beneden. De Engelsman is er ook en biedt de drie een baan aan op een kasteel in Engeland. Deze Howard Birkenfoote is de zoon van krantenmagnaat Lord Birkenfoote, die op zijn kasteel alles uit de hand laat lopen sinds zijn vrouw vier maanden geleden is overleden. Als de drie het huishouden op orde weten te krijgen en te houden, verdienen ze daarmee de vrouw één pond sterling (tien gulden) per dag. Voor het gewone huishouden is er personeel, de drie zijn meer voor de grillen van de Lord, zoals gereedschap kopen in de nacht. Ze besluiten het voor een maand te proberen.

## Drukgeschiedenis
De eerste druk werd in 1952 in een hardcoveruitgave gepubliceerd, met stofomslag van Frans Mettes, bij uitgeverij M. Stenvert en Zoon, Meppel.
In 1978 verscheen onder de titel Drie meisjes en een bistro een herdruk in een hardcoveruitgave op kleiner formaat bij uitgeverij Rijnstroom Producties in de Candlelight Romanserie.
In 2000 verscheen onder de oorspronkelijke titel een herdruk in een pocketboekuitgave bij uitgeverij Tante Kee Pocketbooks.